# Kabinett Haseloff III
Das Kabinett Haseloff III ist seit dem 16. September 2021 die Landesregierung von Sachsen-Anhalt. Es hat das Kabinett Haseloff II abgelöst. In der dritten Amtszeit Reiner Haseloffs als Ministerpräsident setzt sich die Koalition zusammen aus CDU und SPD – beide waren bereits an der Vorgängerregierung beteiligt – sowie der FDP, welche in Folge der Landtagswahl 2021 nach zehn Jahren wieder ins Parlament einzog und als dritten Koalitionspartner Bündnis 90/Die Grünen ersetzte. Die Regierung Haseloff III ist die erste übergroße Koalition in Deutschland seit 1974.

## Landtagswahl und Regierungsbildung

### Vor der Wahl
Die Fortführung der bisherigen sogenannten „Kenia-Koalition“ aus CDU, SPD und Grünen wurde von allen Beteiligten grundsätzlich als mögliche Option angesehen. Auch eine sogenannte „Deutschland-Koalition“ aus CDU, SPD und FDP stand zur Debatte. Führende CDU-Politiker favorisierten dieses Bündnis vor einer Koalition mit den Grünen. Mit der AfD schlossen alle anderen Parteien eine Zusammenarbeit weiterhin aus. Zwar regten im Laufe der Legislaturperiode einzelne CDU-Abgeordnete zeitweise eine Annäherung an die AfD an, doch waren diese zuletzt kaum noch zu vernehmen. Eine Koalition mit den Linken schloss die CDU aus.

### Nach der Wahl
Die CDU kündigte am Tag nach der Wahl an, mit SPD, FDP und Grünen Sondierungsgespräche für eine mögliche Koalition zu führen. Mehrere CDU-Politiker hatten sich noch am Wahlabend für eine Einbeziehung der FDP in die Koalition ausgesprochen. Die Grünen lehnten eine Neuauflage der Kenia-Koalition ab. Auch die FDP lehnte eine Koalition mit CDU und SPD zunächst ab, da diese bereits allein über eine knappe Mehrheit verfügen. Zwei Tage später erklärte die FDP dennoch, sie sei offen für Sondierungen für eine sogenannte Deutschland-Koalition mit CDU und SPD.
Die CDU, die SPD und die FDP gaben am 7. Juli 2021 bekannt, eine Deutschland-Koalition anzustreben und dafür Koalitionsverhandlungen aufnehmen zu wollen.
Am 9. August 2021 verkündeten die Spitzen von CDU, SPD und FDP, sich auf den Entwurf eines Koalitionsvertrags für eine „Deutschland-Koalition“ geeinigt zu haben. Der Koalitionsvertrag wurde bei CDU und SPD der Parteibasis und bei der FDP einem Parteitag zur Abstimmung vorgelegt.
Die SPD Sachsen-Anhalt stimmte in einer Mitgliederbefragung bis Anfang September 2021 dem Koalitionsvertrag zu. Am 10. September gab die CDU das Ergebnis ihres ersten Mitgliederentscheides bekannt, wonach 92,1 Prozent eine Deutschland-Koalition eingehen wollen. Es folgte am gleichen Tag die FDP auf ihrem Parteitag mit fast einstimmiger Zustimmung.
Am 16. September 2021 bildete sich dieses dritte Kabinett Reiner Haseloffs. Im ersten Wahlgang wurde die erforderliche Mehrheit von 49 Stimmen nicht erreicht. 48 Abgeordnete stimmten für Haseloff. CDU, SPD und FDP verfügten zum Abstimmungszeitpunkt mit 56 Abgeordneten über eine rechnerische Mehrheit von 7 Stimmen. Im zweiten Wahlgang, der ebenfalls am 16. September stattfand, wurde Haseloff mit 53 Stimmen zum Ministerpräsidenten gewählt. Bei einer Enthaltung stimmten 43 Abgeordnete gegen ihn.

## Abstimmung im Landtag von Sachsen-Anhalt
| Wahlgang                                                                                      | Kandidat          | Kandidat              | Stimmen    | Stimmenzahl | Anteil | Koalitionspartei(en) | Koalitionspartei(en) | Koalitionspartei(en) | Koalitionspartei(en) |
| --------------------------------------------------------------------------------------------- | ----------------- | --------------------- | ---------- | ----------- | ------ | -------------------- | -------------------- | -------------------- | -------------------- |
| 1. Wahlgang                                                                                   |                   | Reiner Haseloff (CDU) | Ja-Stimmen | 48          | 49,5 % |                      |                      |                      | CDU, SPD, FDP        |
| 1. Wahlgang                                                                                   | Nein-Stimmen      | Reiner Haseloff (CDU) | 49         | 50,5 %      |        |                      |                      |                      | CDU, SPD, FDP        |
| 1. Wahlgang                                                                                   | Enthaltungen      | Reiner Haseloff (CDU) | 0          | 0,0 %       |        |                      |                      |                      | CDU, SPD, FDP        |
| 1. Wahlgang                                                                                   | Ungültige Stimmen | Reiner Haseloff (CDU) | 0          | 0,0 %       |        |                      |                      |                      | CDU, SPD, FDP        |
| 1. Wahlgang                                                                                   | Nichtteilnahme    | Reiner Haseloff (CDU) | 0          | 0,0 %       |        |                      |                      |                      | CDU, SPD, FDP        |
| 2. Wahlgang                                                                                   | Ja-Stimmen        | Reiner Haseloff (CDU) | 53         | 54,6 %      |        |                      |                      |                      | CDU, SPD, FDP        |
| 2. Wahlgang                                                                                   | Nein-Stimmen      | Reiner Haseloff (CDU) | 43         | 44,3 %      |        |                      |                      |                      | CDU, SPD, FDP        |
| 2. Wahlgang                                                                                   | Enthaltungen      | Reiner Haseloff (CDU) | 1          | 1,0 %       |        |                      |                      |                      | CDU, SPD, FDP        |
| 2. Wahlgang                                                                                   | Ungültige Stimmen | Reiner Haseloff (CDU) | 0          | 0,0 %       |        |                      |                      |                      | CDU, SPD, FDP        |
| 2. Wahlgang                                                                                   | Nichtteilnahme    | Reiner Haseloff (CDU) | 0          | 0,0 %       |        |                      |                      |                      | CDU, SPD, FDP        |
| Damit wurde Reiner Haseloff wieder zum Ministerpräsidenten des Landes Sachsen-Anhalt gewählt. |                   |                       |            |             |        |                      |                      |                      |                      |

## Mitglieder der Landesregierung
| Amt                                                            | Bild | Name                            | Partei | Partei |
| -------------------------------------------------------------- | ---- | ------------------------------- | ------ | ------ |
| Ministerpräsident                                              |      | Reiner Haseloff                 |        | CDU    |
| Erster Stellvertreter des Ministerpräsidenten                  |      | Armin Willingmann               |        | SPD    |
| Minister für Wissenschaft, Energie, Klimaschutz und Umwelt     |      | Armin Willingmann               |        | SPD    |
| Zweite Stellvertreterin des Ministerpräsidenten                |      | Lydia Hüskens                   |        | FDP    |
| Ministerin für Infrastruktur und Digitales                     |      | Lydia Hüskens                   |        | FDP    |
| Staatsminister und Chef der Staatskanzlei, Minister für Kultur |      | Rainer Robra                    |        | CDU    |
| Ministerin für Arbeit, Soziales, Gesundheit und Gleichstellung |      | Petra Grimm-Benne               |        | SPD    |
| Ministerin für Inneres und Sport                               |      | Tamara Zieschang                |        | CDU    |
| Minister für Wirtschaft, Tourismus, Landwirtschaft und Forsten |      | Sven Schulze                    | CDU    |        |
| Minister der Finanzen                                          |      | Michael Richter                 | CDU    |        |
| Minister(in) für Bildung                                       |      | Eva Feußner (bis 29. Juni 2025) | CDU    |        |
| Minister(in) für Bildung                                       |      | Jan Riedel (ab 29. Juni 2025)   | CDU    |        |
| Ministerin für Justiz und Verbraucherschutz                    |      | Franziska Weidinger             | CDU    |        |

## Staatssekretäre
Die Staatssekretäre sind die ranghöchsten Beamten des Landes Sachsen-Anhalt. Sie fungieren als Amtschefs der Ministerien, ständige Vertreter der Minister oder übernehmen – wie der Bevollmächtigte des Landes Sachsen-Anhalt beim Bund oder der Staatssekretär für Kultur – Sonderaufgaben.
| Staatskanzlei und Ministerien                                     | Staatssekretäre |
| ----------------------------------------------------------------- | --- |
| Staatskanzlei und Ministerium für Kultur                          | Michael Schneider (bis 30. September 2022) Simone Großner (ab 1. Oktober 2022) Bundes- und Europaangelegenheiten und Bevollmächtigte(r) des Landes Sachsen-Anhalt beim Bund |
| Staatskanzlei und Ministerium für Kultur                          | Sebastian Putz Kultur |
| Staatskanzlei und Ministerium für Kultur                          | Jürgen Ude (ab 3. Mai 2022) Strukturwandel und Großansiedlungen |
| Ministerium für Wissenschaft, Energie, Klimaschutz und Umwelt     | Thomas Wünsch Amtschef; Wissenschaft |
| Ministerium für Wissenschaft, Energie, Klimaschutz und Umwelt     | Steffen Eichner Umwelt |
| Ministerium für Infrastruktur und Digitales                       | Sven Haller Amtschef; Infrastruktur |
| Ministerium für Infrastruktur und Digitales                       | Bernd Schlömer Digitales und Beauftragter für Informations- und Kommunikationstechnologie (CIO)                                                                             |
| Ministerium für Arbeit, Soziales, Gesundheit und Gleichstellung   | Beate Bröcker (bis 31. Dezember 2021) Wolfgang Beck (ab 1. Januar 2022) Amtschef(in)                                                                                        |
| Ministerium für Arbeit, Soziales, Gesundheit und Gleichstellung   | Susi Möbbeck Integrationsbeauftragte |
| Ministerium für Inneres und Sport                                 | Anne Poggemann (bis 1. Oktober 2021) Klaus Zimmermann (ab 1. Oktober 2021)                                                                                                  |
| Ministerium für Wirtschaft, Tourismus, Landwirtschaft und Forsten | Jürgen Ude (bis 3. Mai 2022) Stefanie Pötzsch (ab 3. Mai 2022) |
| Ministerium für Wirtschaft, Tourismus, Landwirtschaft und Forsten | Gert Zender Amtschef |
| Ministerium der Finanzen                                          | Klaus Klang (bis 31. Januar 2022) |
| Ministerium der Finanzen                                          | Rüdiger Malter Amtschef |
| Ministerium für Bildung                                           | Frank Diesener (bis 15. Juni 2023) Jürgen Böhm (ab 11. Juli 2023) |
| Ministerium für Justiz und Verbraucherschutz                      | Josef Molkenbur (bis 30. April 2022) Steffen Eckold (ab 1. Mai 2022) |